# Ema Iljinična Čudinovskih
Ema Iljinična Čudinovskih (rus. Эмма Ильинична Чудиновских, Sverdlovsk, 16. svibnja 1936. – Ivano-Frankovsk, 19. travnja 1970.) bila je sovjetska povjesničarka, medievistica, vodeća stručnjakinja za povijest srednjovjekovnoga Balkana.
U svojemu temeljnom djelu o povijesti gradova Dalmacije otkrila je utjecaj trgovine na formiranje i razvoj urbanizma kod južnih Slavena. Prva se koristila grčkim portolanima u proučavanju povijesti južnih Slavena.

## Životopis
Rođena je 16. svibnja 1936. u gradu Sverdlovsku. Od 1953. do 1958. studirala je na Odsjeku za povijest Uralskog sveučilišta. 
Godine 1967. obranila je kandidaturski rad na temu: Trgovina dalmatinskih gradova sa srednjim i istočnim Sredozemljem krajem 13. - prvoj polovici 15. stoljeća. Na temelju materijala iz Trogira, Dubrovnika, Kotora. Od rujna 1965. radila je u Stanislavskome pedagoškome institutu, a od 1968. bila je docenticom Odsjeka za opću povijest Povijesno-pedagoškog fakulteta i instituta.
Umrla je 19. travnja 1970. u Ivano-Frankovsku, a pokopana je na gradskom groblju Kijev.